# Hiroshima

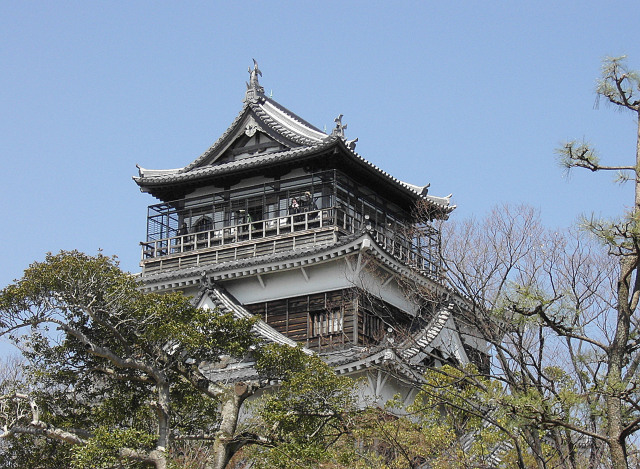
El Castell d'Hiroshima, de les poques restes dempeus després del bombardeig atòmic de la ciutat.

Hiroshima (japonès: 広島市, Hiroshima-shi) és la capital de la prefectura d'Hiroshima, a la regió de Chugoku, Japó.
La ciutat és troba damunt del delta del riu Ota (riu que neix en les muntanyes properes de Chugoku), i amb els seus set braços, divideix la ciutat en sis illes, projectades cap a la badia d'Hiroshima. La ciutat és quasi tota plana, amb una lleugera elevació sobre el nivell del mar.
La població estimada el 2003 era d'1.130.000 habitants, per una superfície de 741,75 km², que donava una densitat de població de més de 1.500 persones per km².

## Història

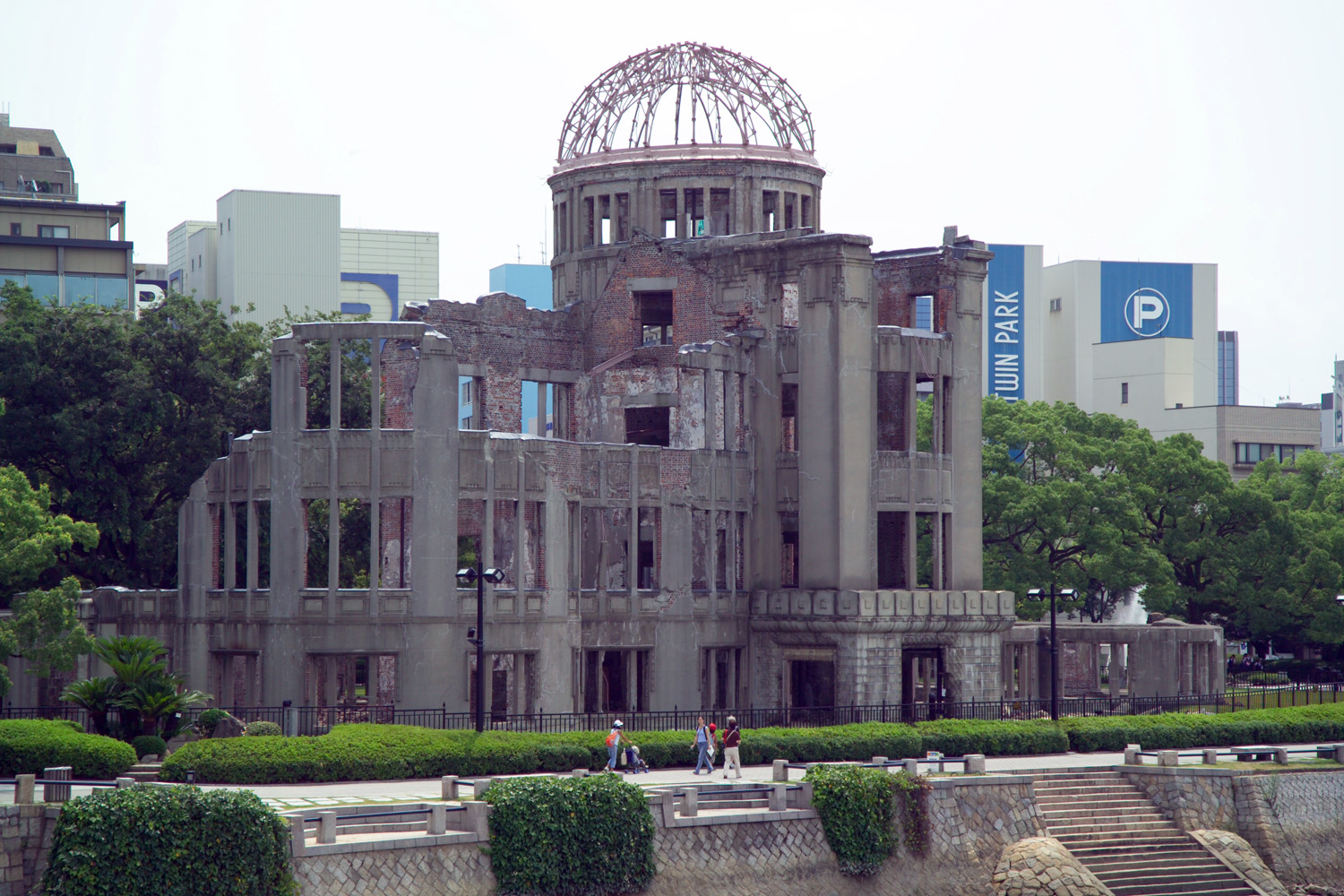
La cúpula de Gembaku fou víctima de l'impacte de l'ona expansiva provocada per l'explosió nuclear.

### Abans de la bomba
Hiroshima va ser fundada el 1589 a la costa nord del mar interior de Seto (Setonaikai) pel senyor feudal Terumoto Mōri. Va construir el castell d'Hiroshima a la més gran de les illes formades pels braços del riu Ōta, d'aquí el nom de la ciutat.
Hiroshima es va convertir en un important centre urbà durant l'era Meiji. Adquirí estatut de ciutat l'1 d'abril de 1889. El 1910, la seva població era de 143.000 habitants, al cens del 1940 arribava als 344.000 habitants.
Durant la Primera Guerra sino-japonesa, Hiroshima es va convertir en una de les principals bases logístiques de l'exèrcit imperial japonès. Va mantenir aquesta funció durant l'era Showa.

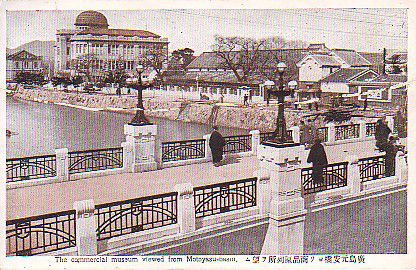
Hiroshima abans de la Segona Guerra Mundial

Durant la Segona Guerra Mundial, Hiroshima va ser un centre estratègic de defensa de terra per a tot el sud del Japó, i també un important centre industrial. Directament davant del port de la ciutat, a l'illa Okunoshima, hi havia una planta de fabricació de gasos verinosos associada a la xarxa d'unitats de recerca de Shiro Ishii. Amb l'expansió de l'imperi, s'hi van produir diferents tipus d'armes químiques com gas mostassa, lewisite i cianur. Aquests gasos van ser utilitzats en particular contra soldats i civils xinesos, i també en experiments sobre humans per part de les unitats de Shiro Ishii.

### El primer atac atòmic de la història
Hiroshima fou l'escenari del primer bombardeig atòmic de la història, el 6 d'agost de 1945, cap al final de la Segona Guerra Mundial, per l'aviació dels Estats Units d'Amèrica.
El 6 d'agost de 1945 a les 2 h 45 (hora local), el bombarder B-29 pilotat per Paul Tibbets, batejat com Enola Gay pel nom de la seva mare, s'enlaira de la base de Tinian, amb una bomba atòmica d'urani 235 a bord amb una potència de 15 quilotones, malanomenada Nen petit. La tripulació estava formada per dotze homes, inclosos quatre científics. Altres dos B-29 l'escorten, portant els instruments científics destinats a l’anàlisi de l'explosió.
A les 7 h 9, l'alarma d'aire s'activa a Hiroshima; es veu un avió aïllat. Es tracta de l’observació del temps Straight Flush B-29. Al mateix temps, altres dos avions sobrevolen Kokura i Nagasaki per a una missió de reconeixement idèntica. Les condicions meteorològiques són molt bones a Hiroshima; es tria la ciutat com a objectiu. Al terra, s'alça l’alerta d’aire a les 7 h 30. La ciutat va ser poc bombardejada durant la guerra i els habitants de la zona estan acostumats a veure bombarders nord-americans sobrevolar la seva ciutat per anar més al nord. Segons el Museu Nacional de la Ciutat d'Hiroshima, els estatunidencs van passar de llarg de la ciutat amb bombardeigs convencionals per evitar qualsevol dany previ, per tal de valorar millor els efectes de la bomba atòmica.
La bomba, amb missatges de burla dirigits als japonesos, es va armar durant el vol i va ser llançada a les 8 h 15, a gairebé 9.000 m sobre la ciutat. Fins a les 8 h 16 min. 2 s hora local, després de 43 segons de caiguda lliure, la bomba esclata a 587 m de terra, verticalment per sobre de l’hospital Shima, situat al cor de la ciutat, a menys de 300 m al sud-est del pont d’Aioi, destinació inicial i per això es reconeix pel seu pla a "T".
L'explosió, equivalent a la de 15.000 tones de TNT, va acabar amb la ciutat immediatament. Dels 90.000 edificis de la ciutat, 62.000 han estat totalment destruïts. No hi havia rastre dels habitants situats a menys de 500 metres del lloc de l'explosió. La seu del Segon Exèrcit (第2総軍, Dai-ni Sōgun), creat el 8 d’abril de 1945 a partir de la dissolució del Comandament general de defensa (防衛総司令部, Bōei Soshireibu), encarregat de la defensa de l'oest del Japó, així com molts arsenals i bases aèries es trobaven en una zona muntanyosa de la ciutat a 10 km del centre, al Castell de Hiroshima que també va ser destruït. Al cap de pocs segons de l'explosió, van morir 75.000 persones. En les setmanes següents, 50.000 persones més, i unes 125.000 víctimes en tres mesos. El recompte del nombre total de morts continua sent imprecís; és de més de 250.000.

### Després de la bomba

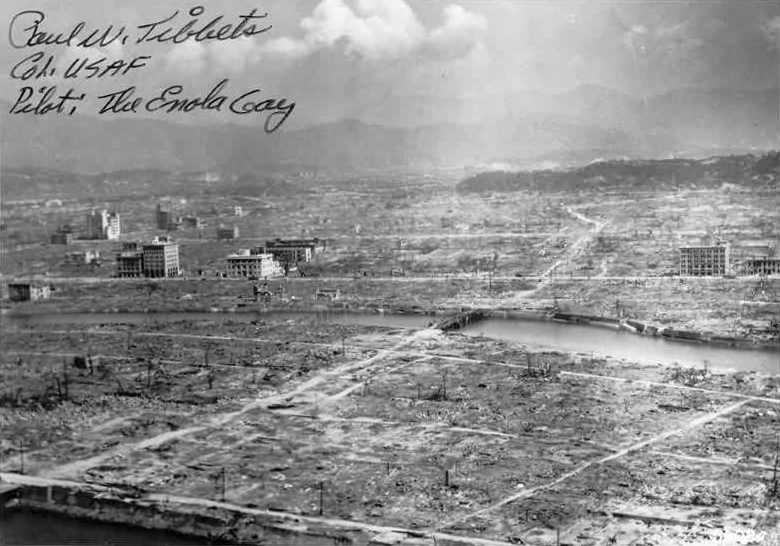
La ciutat després de l'explosió nuclear

La ciutat d'Hiroshima va ser totalment reconstruïda després de la guerra. A iniciativa del seu alcalde, Shinzō Hamai, va ser proclamada «Ciutat de la Pau» pel parlament japonès l'any 1949.
Com a testimoni, es van conservar les ruïnes de la cúpula de Genbaku, un dels pocs edificis que no va ser completament destruït per l'explosió.
La reconstrucció de la ciutat incorpora un museu de la pau, els edificis del qual van ser dissenyats per l'arquitecte Kenzō Tange. Un gran parc, el Parc Commemoratiu de la Pau d'Hiroshima, cobreix 12 ha, prop de l'hipocentre de l'explosió, en què cada any, el 6 d'agost, s'organitza una cerimònia commemorativa. Aquest parc acull molts monuments en record de les víctimes de la bomba. El cenotafi conté els noms de totes les víctimes conegudes de la bomba; hi crema una flama de pau, destinada a romandre encesa mentre existeixin armes nuclears.
El novembre de 2010, durant la cimera d'Hiroshima, el Dalai-lama i cinc premiats més van participar en la cimera del Premi Nobel de la Pau. Aquesta cimera es va dedicar al desarmament nuclear i es va organitzar a Hiroshima. El primer premi xinès de la pau Liu Xiaobo, empresonat a la Xina, va ser representat a la cimera per Wuer Kaixi, un dels líders estudiantils durant les protestes de la plaça de Tian'anmen el 1989. Aquest últim va demanar l'alliberament de Liu Xiaobo. També va declarar: "Els activistes de la democràcia i els advocats de drets humans continuen sent assetjats i empresonats a la Xina mentre ens reunim a Hiroshima."
La ciutat es va veure afectada per esllavissades de terra l'agost de 2014, resultant-ne 74 morts.

## Commemoracions
El 6 d'agost de 2015, Japó va commemorar la tragèdia d'Hiroshima 70 anys abans. Ara és una ciutat d'un milió dos-cents mil habitants que s'ha convertit en el símbol del pacifisme. A les 8 h 15 exactament, moment en què el 1945, la mateixa data, un bombarder nord-americà va llançar una bomba atòmica sobre la ciutat, un nen i una jove van tocar una gran campana davant d’una multitud de 55.000 persones reunides al parc del Memorial de la pau per commemorar aquest tràgic esdeveniment.
Hi van assistir representants de prop de 100 països, inclosa Caroline Kennedy, l'ambaixadora dels Estats Units al Japó, i Rose Gottemoeller, la subsecretària nord-americana de control d'armes. El primer ministre japonès Shinzō Abe va presentar una petició contra les armes nuclears en aquesta ocasió:
| « | Com a únic país afectat per les armes atòmiques (...), la nostra missió és crear un món sense armes nuclears. Tenim la responsabilitat de fer comprendre la inhumanitat de les armes nuclears, a través de generacions i de fronteres | » |

L'alcalde d’Hiroshima, Kazumi Matsui, va demanar la fi de les armes nuclears "el mal absolut", I per crear sistemes de seguretat que no depenguin del poder militar. Es va dirigir directament als líders mundials, i els va demanar venir a les ciutats bombardejades i escoltar les històries dels hibakusha (els supervivents dels bombardejos atòmics) i conèixer la realitat d'un bombardeig nuclear.
El maig de 2016, 71 anys després de l'explosió de la bomba atòmica, el president dels Estats Units, Barack Obama, va anar a Hiroshima per homenatjar les víctimes, al marge d'una reunió del G-7 celebrada al Japó. És el primer president nord-americà en exercici que visita el Parc Commemoratiu de la Pau d'Hiroshima. Aquesta visita va crear controvèrsia als Estats Units, especialment entre els veterans de la Segona Guerra Mundial que havien lluitat contra l'exèrcit japonès i no volien que aquest viatge fos vist com una disculpa estatunidenca.

## Cultura
Dos són els llocs d'Hiroshima classificats per la UNESCO com a Patrimoni de la Humanitat:
- El Santuari xintoista d'Itsukushima.
- El Monument a la Pau, que inclou la Cúpula de Gembaku.

## Persones il·lustres
- Shinoe Shoda (1910- 1965), escriptora.
- Hideki Saijo (1955–2018), cantant i celebritat a la televisió japonesa.